# Enicospilus opacitor
Enicospilus opacitor là một loài tò vò trong họ Ichneumonidae.